# Волзькі бунтарі
«Волзькі бунтарі» (чув. Атӑл пӑлхавҫисем) — радянський німий чорно-білий художній фільм 1926 року, режисера Павла Петрова-Битова «про боротьбу чуваського народу за свої права на початку XX століття». Фільм створювався студією «Сєвзапкіно» в Чувашії і Ленінграді. Картина стала першим ігровим фільмом, створеним в Чувашії.

## Сюжет
Фільм розповідає про життя чуваш, про їхні діла і звичаї. Він складається з прологу, епілогу і 8 частин. Крім показу подій 1905—1907 років, з великою достовірністю у фільмі зображені деякі побутові подробиці і обряди цього народу.

## У ролях
- Сергій Галич — Хурі
- Тамара Годлевська — Еліме
- Петро Кириллов — Ардай
- І. Таланов — справник
- Тані Юн — мати
- І. Слободськой — епізод
- П. Подвальний — епізод
- Іоакім Максимов-Кошкінський — епізод
- Г. Парне — епізод
- К. Єгоров — епізод
- І. Рубльов — епізод

## Знімальна група
- Режисер — Павло Петров-Битов
- Сценаристи — Іоакім Максимов-Кошкінський, Павло Петров-Битов
- Оператор — Сергій Лебедєв
- Художник — Іван Бріф